# Nationalsozialistische Eidgenössische Arbeiterpartei
Die Nationalsozialistische Eidgenössische Arbeiterpartei (NSEAP), auch Bund Nationalsozialistischer Eidgenossen (BNSE) genannt, war eine politische Partei der Schweiz, die der Frontenbewegung angehörte.

## Geschichte
1931 gründete der eingebürgerte Deutsche Theodor Fischer die NSEAP. Man begann das Kampfblatt Der Eidgenosse herauszugeben. Im Vorfeld der Reichstagswahl 1932 organisierte die NSEAP zusammen mit der NSDAP am 29. Juli 1932 in Radolfzell eine Wahlkundgebung mit Adolf Hitler als Redner. Etwa 5000 Schweizer Zuhörer reisten an.
Während des Frontenfrühlings 1933 war der Höhepunkt der NSEAP bereits überschritten. Gegen das Parteimitglied Wolf Wirz ermittelten die schweizerischen Bundesbehörden wegen Landesverrats.
Im Juni 1933 wechselten die Ortssektionen von Luzern, Zürich, Bern und Aargau zur Nationalen Front. Am 1. August 1933 erschien eine Ausgabe des Eidgenossen mit Hakenkreuz.
Anfang 1934 verschickte die NSEAP ein Rundschreiben an deutsche Zeitungen. In diesem wurde der schweizerischen Presse der Vorwurf gemacht, korrupt zu sein. Die schweizerische Staatsanwaltschaft betrachtete dieses Vorgehen als moralischen Landesverrat und erhob Anklage. Im Juni 1934 wurde die Herausgabe des Eidgenossen eingestellt und nur noch Nachrichtenblätter versandt.
Im Februar 1935 löste sich die NSEAP auf, und die Mitglieder schlossen sich der Frontistenpartei Volksbund an.

## Politische Ausrichtung
Die NSEAP hatte den Anspruch, eine schweizerische Kopie der NSDAP zu sein. Sie war antiliberal, antisemitisch und bekämpfte den Bolschewismus. Ihr Ziel war es, die Schweiz mit dem Großdeutschen Reich zu vereinen.